# Harrison Ford
Harrison Ford (sinh ngày 13 tháng 7 năm 1942) là một diễn viên, phi công và nhà hoạt động môi trường người Mỹ. Tính đến năm 2020, tổng doanh thu phòng vé nội địa Hoa Kỳ của các bộ phim mà ông tham gia diễn xuất là hơn 5,4 tỷ USD, và tổng doanh thu phòng vé toàn cầu vượt mốc 9,3 tỷ USD, con số này giúp ông đứng vị trí thứ 7 trong danh sách những ngôi sao có doanh thu phòng vé nội địa cao nhất mọi thời đại. Ngoài thành công về doanh thu phòng vé, Ford còn sở hữu một đề cử giải Oscars, bốn đề cử giải Quả cầu vàng cùng ba chiến thắng tại giải Sao Thổ. Ông cũng vinh dự nhận giải Thành tựu trọn đời của Viện phim Mỹ và giải Quả cầu vàng Cecil B. DeMille.
Sau giai đoạn đầu của sự nghiệp với các vai diễn phụ, Ford bắt đầu nổi tiếng toàn cầu nhờ vai diễn Han Solo trong tác phẩm sử thi không gian Star Wars (1977), đồng thời tiếp tục thể hiện vai diễn này này ở bốn phần phim tiếp theo trong suốt 42 năm sau đó. Ông cũng được biết đến rộng rãi với vai diễn Indiana Jones trong loạt phim Indiana Jones, bắt đầu với bộ phim phiêu lưu hành động Indiana Jones và chiếc rương thánh tích (1981). Một số nhân vật đáng chú ý khác mà ông thủ vai bao gồm Rick Deckard trong hai phần phim khoa học viễn tưởng Blade Runner (1982) và Tội phạm nhân bản 2049 (2017), và nhân vật Jack Ryan do Tom Clancy sáng tạo trong các hai phẩm điệp viên giật gân Patriot Games (1992) và Clear and Present Danger (1994). Sự nghiệp của ông kéo dài sáu thập kỷ, bao gồm các tác phẩm hợp tác với những nhà làm phim có ảnh hưởng nhất mọi thời đại như George Lucas, Francis Ford Coppola, Steven Spielberg, Ridley Scott, Peter Weir, Roman Polanski và Mike Nichols.
Ngoài các vai diễn trong các thương hiệu lớn, Ford còn thể hiện các nhân vật anh hùng trong các bộ phim khác như Witness (1985) – bộ phim giật gân giúp ông nhận được đề cử giải Oscar duy nhất trong sự nghiệp – cùng với The Fugitive (1993), Không lực Một (1997) và bộ phim thể thao lịch sử 42 (2013). Ngoài những vai anh hùng của mình, ông còn thể hiện những nhân vật có tính cách đen tối hơn, có thể kể đến bộ phim hài tuổi mới lớn American Graffiti (1973), tác phẩm giật gân The Conversation (1974), bộ phim sống còn The Mosquito Coast (1986), bộ phim pháp lý Presumed Innocent (1990) và bộ phim giật gân siêu nhiên What Lies Beneath (2000). Ford cũng đã xuất hiện trong một số bộ phim hài và phim truyền hình lãng mạn trong suốt sự nghiệp của mình, bao gồm Heroes (1977), Working Girl (1988), Sabrina (1995), Six Days, Seven Nights (1998), Random Hearts (1999), Morning Glory (2010) và Sắc đẹp vĩnh cửu (2015). Ông hiện đang kết hôn với nữ diễn viên Calista Flockhart.

## Thân thế
Harrison Ford sinh ra tại Bệnh viện Khế ước Thụy Điển ở Chicago, Illinois vào ngày 13 tháng 7 năm 1942. Ông là con trai của nữ diễn viên phát thanh Dorothy (nhũ danh Nidelman) và nhân viên quảng cáo kiêm cựu diễn viên John William "Christopher" Ford. Cha của ông là một người Công giáo gốc Ailen và Đức, trong khi mẹ ông là một người Do Thái Ashkenazi, có cha mẹ là người di cư từ Minsk, Belarus. Ford có một người em trai tên là Terence sinh năm 1945. Khi được hỏi ông và em trai theo tôn giáo nào, Ford đã nói đùa là "Đảng viên Đảng Dân chủ", nhưng sau đó cũng nghiêm túc hơn khi trả lời rằng cả hai anh em được nuôi dạy để trở thành "những người theo chủ nghĩa tự do của mọi đường lối". Khi được hỏi về ảnh hưởng của nguồn gốc Công giáo người Ailen và Do Thái của ông có những ảnh hưởng gì đến bản thân, Ford cho biết, "Là một người đàn ông, tôi luôn cảm thấy mình là người Ireland, còn với tư cách là một diễn viên, tôi luôn cảm thấy mình là người Do Thái."
Ford là một nam Hướng đạo sinh, đạt được thứ hạng cao thứ nhì trong thứ hạng của Hướng đạo sinh nói chung. Ông làm việc tại Trại Hướng đạo Napowan Adventure Base với tư cách là cố vấn cho huy hiệu Nghiên cứu Bò sát. Vì lý do này, ông và đạo diễn Steven Spielberg sau đó đã quyết định cho nhân vật Indiana Jones thời trẻ làm một Hướng đạo sinh trong Indiana Jones và cuộc thập tự chinh cuối cùng (1989). Ford tốt nghiệp năm 1960 tại Trường Trung học Maine East ở Park Ridge, Illinois. Giọng của ông là giọng học sinh đầu tiên được phát trên đài phát thanh WMTH của trường trung học, và ông cũng trở thành phát thanh viên thể thao đầu tiên của trường vào năm học cuối cấp. Ông tiếp tục theo học tại Trường Cao đẳng Ripon ở Ripon, Wisconsin với chuyên ngành triết học và là thành viên của hội huynh đệ Sigma Nu. Tự nhận mình là người có tài năng "nở muộn", Ford đã tham gia lớp kịch nghệ vào quý cuối trong năm học cuối để vượt qua sự nhút nhát của bản thân; cũng từ sự việc này, ông bắt đầu trở nên say mê với diễn xuất.

## Sự nghiệp

### 1964–1976: Các vai diễn quần chúng
Năm 1964, sau một mùa hè làm sân khấu với Belfry Players ở Wisconsin, Ford đến Los Angeles để xin làm thuyết minh cho một đài phát thanh. Dù không được nhận việc, ông vẫn ở lại California và ký một hợp đồng 150 USD mỗi tuần với chương trình tài năng mới của Columbia Pictures, trong đó ông tham gia đóng những vai nhỏ trong các bộ phim. Vai diễn đầu tiên của ông là trong Dead Heat on a Merry-Go-Round (1966), tuy nhiên vai diễn này quá nhỏ nên ông không được đề tên. Có rất ít ghi chép về các vai diễn không thoại (hoặc "quần chúng") của ông trong phim. Tên của Ford xếp cuối cùng danh sách tuyển vai vì ông đã xúc phạm nhà sản xuất Jerry Tokovsky.
Vai diễn có lời thoại đầu tiên của ông là trong Luv (1967), mặc dù với vai diễn này ông vẫn chưa được đề tên. Ông sau đó được ghi danh với tên "Harrison J. Ford" trong tác phẩm Viễn Tây A Time for Killing năm 1967, với sự tham gia của Glenn Ford, George Hamilton và Inger Stevens, dù vậy chữ "J" không có nghĩa gì cả vì ông không có tên đệm. Chữ này được thêm vào để tránh nhầm lẫn với một diễn viên phim câm cũng có tên là Harrison Ford, đã xuất hiện trong hơn 80 bộ phim từ năm 1915 đến năm 1932 và qua đời năm 1957. Ford cho biết ông không hề hay biết về sự tồn tại của nam diễn viên kia cho đến khi ông bắt gặp một ngôi sao mang tên mình trên Đại lộ Danh vọng Hollywood. Ford sớm bỏ chữ "J" và bắt đầu làm việc cho Universal Studios, đảm nhiệm các vai diễn nhỏ trong nhiều phim truyền hình trong suốt cuối những năm 1960 và đầu những năm 1970, bao gồm Gunsmoke, Ironside, The Virginian, The F.B.I., Love, American Style và Kung Fu. Ông xuất hiện trong tác phẩm viễn Tây Journey to Shiloh (1968) và có một vai diễn không được đề tên cũng như không có lời thoại trong bộ phim Zabriskie Point năm 1970 của Michelangelo Antonioni với tư cách là một sinh viên biểu tình bị bắt giữ. Nhà làm phim người Pháp Jacques Demy đã chọn Ford cho vai chính trong bộ phim Mỹ đầu tiên của ông, Model Shop (1969), nhưng chủ tịch của Columbia Pictures lại cho rằng Ford "không có tương lai" trong ngành công nghiệp điện ảnh và yêu cầu Demy tìm một diễn viên khác có nhiều kinh nghiệm hơn. Vai diễn đó cuối cùng lại thuộc về Gary Lockwood. Ford sau đó nhìn nhận sự việc này như một trải nghiệm tích cực vì Demy là người đầu tiên đặt niềm tin của mình vào ông.
Không hài lòng với những vai diễn mà mình được giao, Ford tự học và hành nghề thợ mộc để nuôi vợ và hai con trai nhỏ. Giám đốc tuyển vai kiêm nhà sản xuất Fred Roos đã thách Ford và đảm bảo cho ông một buổi thử vai với George Lucas cho nhân vật Bob Falfa, nhân vật mà Ford tiếp tục thể hiện trong American Graffiti (1973). Mối quan hệ của Ford với Lucas ảnh hưởng sâu sắc đến sự nghiệp của ông sau này. Sau khi bộ phim Bố già của đạo diễn Francis Ford Coppola gặt hái nhiều thành công, nam đạo diễn đã thuê Ford mở rộng văn phòng làm việc và giao cho ông những vai nhỏ trong hai bộ phim tiếp theo của mình là The Conversation (1974) và Apocalypse Now (1979). Trong Apocalypse Now, Ford đóng vai một sĩ quan quân đội tên là "G. Lucas".

### 1977–1997: Sự nghiệp thăng hoa
Ford bắt đầu nhận các vai diễn điện ảnh lớn hơn từ cuối những năm 1970, với các tác phẩm như Heroes (1977), Force 10 from Navarone (1978) và Hanover Street (1979). Ford cũng xuất hiện cùng nam diễn viên Gene Wilder trong bộ phim hài viễn Tây The Frisco Kid (1979) với vai một tên cướp ngân hàng có trái tim nhân hậu. Đóng góp trước đây của Ford trong American Graffiti cuối cùng đã mang đến cho ông vai diễn chính đầu tiên khi ông được Lucas thuê để đọc lời thoại cho các diễn viên thử vai trong bộ phim sử thi không gian sắp tới của Lucas là Star Wars (1977). Lucas đã bị phần đọc thoại của Ford thuyết phục và quyết định lựa chọn ông vào vai Han Solo. Star Wars đã trở thành một trong những bộ phim thành công và đột phá nhất mọi thời đại, đồng thời mang lại cho Ford, cùng các đồng nghiệp Mark Hamill và Carrie Fisher sự công nhận rộng rãi. Ông tiếp tục trở lại trong các phần tiếp theo của Star Wars là Đế chế phản công (1980) và Sự trở lại của Jedi (1983), cũng như tập phim đặc biệt Star Wars Holiday Special (1978). Ford muốn Lucas giết Han Solo ở phần cuối của Sự trở lại của Jedi, nhưng Lucas đã từ chối.

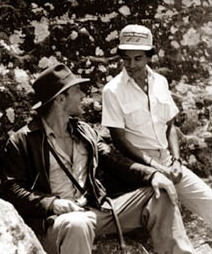
Ford với Chandran Rutnam trên phim trường Indiana Jones và ngôi đền chết chóc ở Kandy, Sri Lanka, 1983

Vị thế diễn viên chính của Ford tiếp tục được củng cố vững chắc với Indiana Jones và chiếc rương thánh tích (1981), một sự hợp tác giữa George Lucas và Steven Spielberg, mang lại cho Ford vai diễn chính thứ hai trong sự nghiệp. Giống như Star Wars, tác phẩm đã tạo thành công vang dội và trở thành bộ phim có doanh thu cao nhất trong năm. Spielberg đã quan tâm đến việc tuyển Ford ngay từ đầu, nhưng Lucas thì không, ông đã làm việc với nam diễn viên trong American Graffiti và Star Wars. Cuối cùng thì Lucas cũng phải nhượng bộ sau khi nam diễn viên Tom Selleck không thể nhận vai diễn. Ford tiếp tục đảm nhận vai diễn này trong suốt phần còn lại của thập kỷ trong phần tiền truyện Indiana Jones và ngôi đền chết chóc (1984), đóng chung với người vợ tương lai của Spielberg, Kate Capshaw, và phần tiếp theo là Indiana Jones và cuộc thập tự chinh cuối cùng (1989), đóng cùng với nam diễn viên Sean Connery. Trong quá trình quay Indiana Jones và ngôi đền chết chóc ở London vào tháng 6 năm 1983, Ford bị thoát vị đĩa đệm ở lưng. Nam diễn viên 40 tuổi buộc phải bay trở lại Los Angeles để phẫu thuật và quay lại phim trường 6 tuần sau đó.
Sau thành công của vai nam chính Indiana Jones, ông đóng vai Rick Deckard trong bộ phim khoa học viễn tưởng hậu tận thế Blade Runner (1982) của Ridley Scott. So với kinh nghiệm của mình trong các bộ phim Star Wars và Indiana Jones, Ford đã gặp khó khăn trong quá trình sản xuất tác phẩm mới này. Ông tiết lộ với Vanity Fair, "Đó là những khó khăn dai dẳng. Tôi không thực sự thấy có gì khó về mặt thể chất – tôi nghĩ nó khó về mặt tinh thần." Ford và Scott cũng có những quan điểm khác nhau về nhân vật Deckard, và những quan điểm này vẫn tồn tại nhiều thập kỷ sau đó. Mặc dù không đạt được thành công trong thời gian đầu, Blade Runner sau này vẫn trở thành một tác phẩm kinh điển đình đám cũng như là một trong những bộ phim được đánh giá cao nhất của Ford. Ford cũng chứng tỏ sự đa tài của mình trong suốt những năm 1980 với những vai diễn chính kịch trong các bộ phim như Witness (1985), The Mosquito Coast (1986) và Frantic (1988) cũng như vai nam chính cùng với Melanie Griffith và Sigourney Weaver trong bộ phim hài chính kịch Working Girl (1988). Witness và The Mosquito Coast nói riêng cho phép Ford khám phá tiềm năng của mình dưới vai trò một diễn viên chính kịch, và cả hai vai diễn đều được đón nhận rộng rãi. Ford cho biết quá trình làm việc với đạo diễn Peter Weir trong Witness và The Mosquito Coast là hai trong số những trải nghiệm tuyệt vời nhất trong sự nghiệp của ông.
Trong những năm 1990, Ford trở thành diễn viên thứ hai trong số năm diễn viên đóng vai Jack Ryan trong hai bộ phim của loạt phim dựa trên nhân vật văn học do tiểu thuyết gia Tom Clancy sáng tạo là Patriot Games (1992) và Clear and Present Danger (1994), cả hai đều đóng chung Anne Archer và James Earl Jones. Ford đã tiếp nhận vai diễn này từ Alec Baldwin, người trước đó đã đóng vai nhân vật này trong The Hunt for Red October (1990). Điều này dẫn đến xích mích kéo dài từ phía Baldwin do nam diễn viên rất muốn tiếp tục đảm nhiệm vai diễn nhưng Ford đã bí mật thương lượng với Paramount ở phía sau lưng ông. Ford cũng đóng vai chính trong các bộ phim giật gân hành động khác trong suốt thập kỷ như The Fugitive (1993),  The Devil's Own (1997) và Air Force One (1997). Đối với màn trình diễn của mình trong The Fugitive, với Tommy Lee Jones là bạn diễn, Ford đã nhận được những đánh giá cao nhất trong sự nghiệp diễn xuất của mình, trong đó có phần bình luận từ Roger Ebert: “Ford một lần nữa là diễn viên điện ảnh hiện đại tuyệt vời của công chúng". Ông cũng thể hiện nhiều vai diễn chính kịch hơn trong Presumed Innocent (1990) và Regarding Henry (1991) cùng một vai chính lãng mạn khác trong Sabrina (1995), bản làm lại từ bộ phim kinh điển cùng tên năm 1954.
Ford đã thiết lập các mối quan hệ hợp tác với nhiều đạo diễn được đánh giá cao trong thời kỳ này như Peter Weir, Alan J. Pakula, Mike Nichols, Phillip Noyce và Sydney Pollack, trong đó mỗi đạo diễn ông tham gia cộng tác hai lần. Đây là thời kỳ vàng son nhất trong sự nghiệp của Ford; từ năm 1977 đến năm 1997, ông xuất hiện trong 14 bộ phim lọt vào top 15 trong bảng xếp hạng doanh thu phòng vé nội địa hàng năm, với 12 trong số đó lọt vào top 10. Sáu bộ phim ông tham gia trong thời gian này cũng được đề cử giải Oscar cho Phim hay nhất cùng nhiều giải thưởng khác, bao gồm Star Wars, Apocalypse Now, Indiana Jones và chiếc rương thánh tích, Witness, Working Girl và The Fugitive.

### 1998–2014
Cuối thập niên 1990, Ford bắt đầu xuất hiện trong một số dự án phim bị giới phê bình chỉ trích hoặc không đạt được thành công về mặt thương mại, trái ngược với những thành tựu mà ông có được trước đó. Các tác phẩm này bao gồm Six Days, Seven Nights (1998), Random Hearts (1999), K-19: The Widowmaker (2002), Hollywood Homicide (2003), Firewall (2006) và Extraordinary Measures (2010). Duy chỉ có một ngoại lệ trong thời gian này là tác phẩm What Lies Beneath (2000) thu về hơn 155 triệu USD ở Hoa Kỳ và 291 triệu USD toàn cầu. Ford từng đảm nhiệm vai trò giám đốc sản xuất cho K-19: The Widowmaker và Extraordinary Measures, cả hai tác phẩm đều có nội dung dựa trên những sự kiện có thật. Năm 2004, Ford từ chối cơ hội đóng vai chính trong tác phẩm giật gân Syriana. Ông cho biết: "Tôi cảm thấy không đủ mạnh mẽ để thể hiện sự chân thật của chất liệu bộ phim, nhưng giờ tôi nghĩ là tôi đã sai." Vai diễn này sau đó thuộc về George Clooney, giúp nam diễn viên có được một giải Oscar và một giải Quả cầu vàng. Trước đó, Ford đã trúng một vai diễn trong một bộ phim khác cũng do Stephen Gaghan viết kịch bản – tác phẩm Traffic – nhưng vai diễn này cuối cùng lại thuộc về Michael Douglas.
Năm 2008, Ford thành công rực rỡ với Indiana Jones và vương quốc sọ người, phần phim Indiana Jones thứ tư sau mười chín năm và cũng là một màn hợp tác khác giữa Lucas và Spielberg. Tác phẩm nhận được đánh giá tích cực, trở thành phim điện ảnh có doanh thu cao thứ hai toàn cầu vào năm 2008. Ford sau đó cho biết ông muốn tiếp tục thể hiện vai diễn trong một phần phim khác, "...nếu như nó không mất thêm 20 năm nữa để hoàn thành." Một tác phẩm khác của Ford trong năm 2008 là Crossing Over do Wayne Kramer đạo diễn. Trong phim, Ford vào vai một đặc vụ ICE/Cơ quan Thực thi Di trú và Hải quan Hoa Kỳ, làm việc cùng với hai bạn diễn là Ashley Judd và Ray Liotta. Ông cũng đảm nhiệm vai trò thuyết minh cho một phim tài liệu về Đạt-lai Lạt-ma có tựa đề Dalai Lama Renaissance. Ford sau đó đã ghi hình bộ phim chính kịch về y tế Extraordinary Measures vào năm 2009 tại Portland, Oregon. Phát hành ngày 22 tháng 1 năm 2010, phim còn có sự tham gia diễn xuất của Brendan Fraser và Alan Ruck. Cũng trong năm 2010, ông đóng vai chính trong bộ phim Morning Glory, cùng với Rachel McAdams, Diane Keaton và Patrick Wilson. Mặc dù gây thất vọng về doanh thu nhưng phần trình diễn của Ford lại được giới phê bình đón nhận nồng nhiệt, một số cho rằng đây là vai diễn hay nhất của ông trong nhiều năm.
Tháng 7 năm 2011, Ford đóng vai chính cùng với Daniel Craig và Olivia Wilde trong bộ phim khoa học viễn tưởng Cao bồi & quái vật ngoài hành tinh. Để quảng bá cho bộ phim, Ford đã xuất hiện tại sự kiện San Diego Comic-Con International và rất ngạc nhiên trước sự chào đón nồng nhiệt từ phía người hâm mộ. Cũng trong năm 2011, Ford đóng vai chính trong loạt quảng cáo của Nhật Bản cho trò chơi điện tử Uncharted 3: Drake's Deception trên PlayStation 3. Năm 2013 chứng kiến Ford xuất hiện với nhiều vai phụ đa dạng hơn. Trong đó, ông đảm nhiệm vai chính trong bộ phim gián điệp Paranoia với Liam Hemsworth cùng Gary Oldman – người trước đây ông từng làm việc cùng trong Air Force One. Ford cũng xuất hiện trong Cuộc đấu của Ender, 42 và Anchorman 2: The Legend Continues. Diễn xuất của ông với vai Branch Rickey trong 42 được nhiều nhà phê bình khen ngợi và mang về cho Ford một đề cử Nam diễn viên phụ xuất sắc nhất tại Giải Satellite. Năm 2014, ông xuất hiện trong Biệt đội đánh thuê 3 và phim tài liệu Flying the Feathered Edge: The Bob Hoover Project. Năm kế đó, Ford đóng chung với Blake Lively trong tác phẩm lãng mạn Sắc đẹp vĩnh cửu và nhận về những phản hồi tích cực.

### 2015–nay

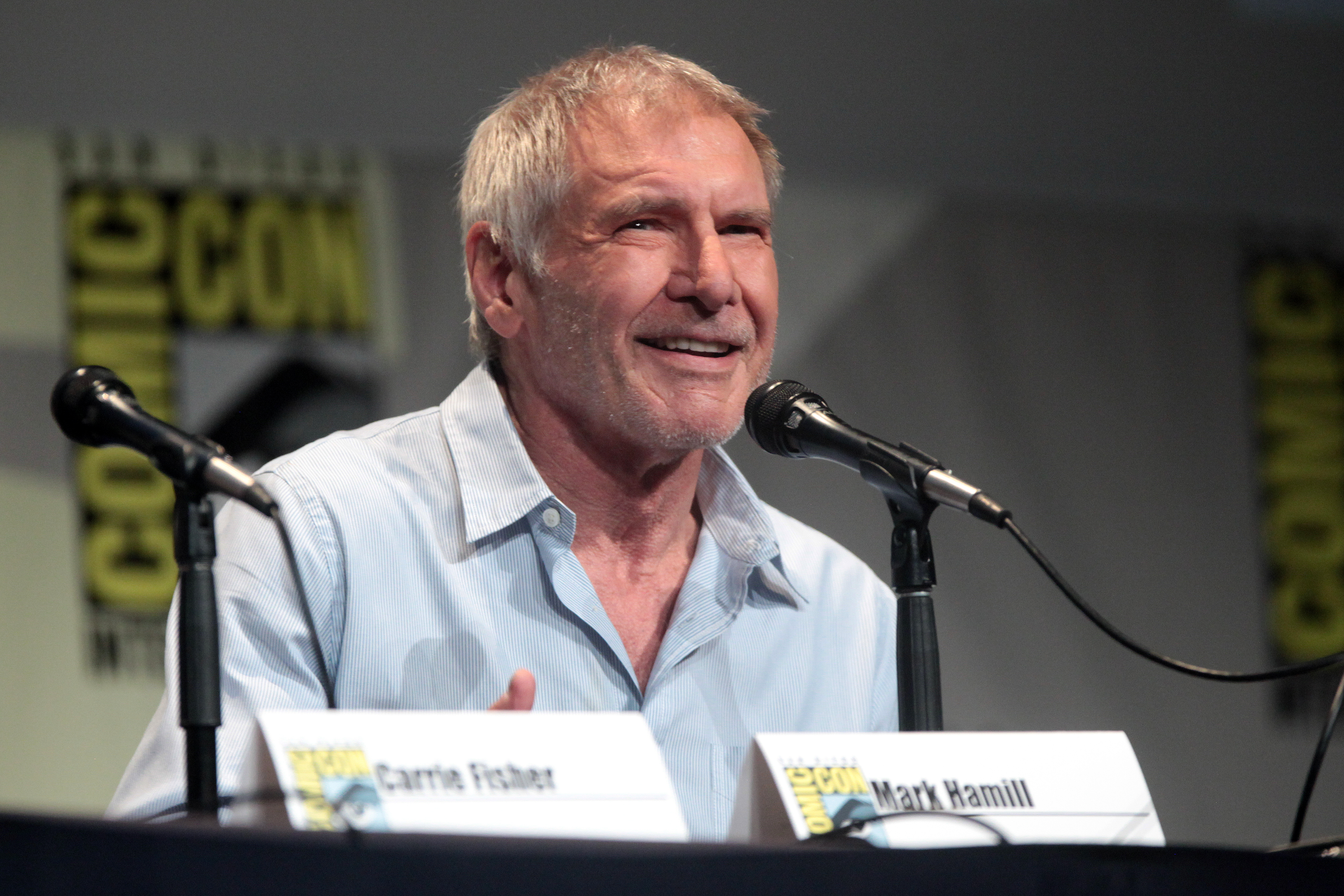
Ford tại sự kiện San Diego Comic-Con 2015.

Ford đã thể hiện lại vai diễn Han Solo trong phần phim thứ bảy của thương hiệu Star Wars là Star Wars: Thần lực thức tỉnh (2015); tác phẩm đã gặt hái nhiều thành công rực rỡ giống như các phần phim tiền nhiệm. Trong quá trình quay phim vào ngày 11 tháng 6 năm 2014, Ford đã gặp chấn thương ở chân trong lúc đang quay phim tại Pinewood Studios sau khi bị một cánh cửa thủy lực trên mô hình phi thuyền Millennium Falcon sập trúng. Ngay sau đó ông đã được vận chuyển bằng máy bay đến Bệnh viện John Radcliffe ở Oxford, Anh để điều trị. Ben, con trai của Ford tiết lộ rằng mắt cá chân của cha anh cần phải được chữa trị bằng nẹp và vít, chính vì vậy nên công tác quay phim sẽ có một chút thay đổi khi Ford chỉ có thể lên hình từ phần thắt lưng trở lên, và sẽ tiếp tục như vậy cho tới khi cổ chân của ông hồi phục hoàn toàn. Ford đã trở lại ghi hình vào giữa tháng 8, sau hai tháng nghỉ việc để bình phục chấn thương. Nhân vật của Ford đã bị giết trong Star Wars: Thần lực thức tỉnh, nhưng sau đó có nguồn tin cho rằng Han Solo sẽ trở lại trong Star Wars: Tập VIII. Tháng 2 năm 2016, khi dàn diễn viên của Tập VIII được xác nhận, nhiều nguồn tin cho biết Ford sẽ không thể hiện lại vai diễn này trong phim. Khi Ford được hỏi liệu nhân vật của ông có thể trở lại ở "một dạng nào đó" hay không, ông trả lời: "Bất cứ điều gì cũng có thể xảy ra trong không gian." Nhân vật Han Solo cuối cùng đã xuất hiện dưới dạng một ảo giác trong Star Wars: Skywalker trỗi dậy (2019).
Ngày 26 tháng 2 năm 2015, hãng Alcon Entertainment xác nhận Ford sẽ tiếp tục thể hiện vai diễn Rick Deckard trong Tội phạm nhân bản 2049. Bộ phim cùng phần diễn xuất của Ford đã được các nhà phê bình tán dương khi tác phẩm được ra mắt vào tháng 10 năm 2017. Scott Collura của IGN gọi đây là "bộ phim sâu sắc, phong phú, thông minh, với phần hình ảnh đỉnh cao cũng như chứa đầy những khái niệm khoa học viễn tưởng tuyệt vời" và vai diễn của Ford là "cách diễn giải bình yên mà quặn thắt đối với Deckard và những gì ông đã phải trải qua trong suốt ba thập kỷ qua." Dù được giới chuyên môn khen ngợi nhưng phim chỉ thu về 259,3 triệu USD toàn cầu, quá thấp so với con số ước tính 400 triệu USD mà bộ phim cần thu về để đạt điểm hòa vốn. Năm 2019, Ford có vai diễn lồng tiếng đầu tiên trong một bộ phim hoạt hình là vai một chú chó tên Rooster trong Đẳng cấp thú cưng 2. Với quá trình ghi hình cho phần phim Indiana Jones thứ năm bị trì hoãn một năm, Ford đã thủ vai chính John Thornton trong phiên bản chuyển thể kinh phí lớn Tiếng gọi nơi hoang dã cho cuốn tiểu thuyết cùng tên của nhà văn Jack London. Bộ phim được phát hành vào tháng 2 năm 2020 với sự đón nhận trái chiều từ giới chuyên môn. Công tác phát hành tại rạp của tác phẩm cũng bị rút ngắn do những ảnh hưởng của đại dịch COVID-19 tới ngành công nghiệp điện ảnh.

## Đời tư

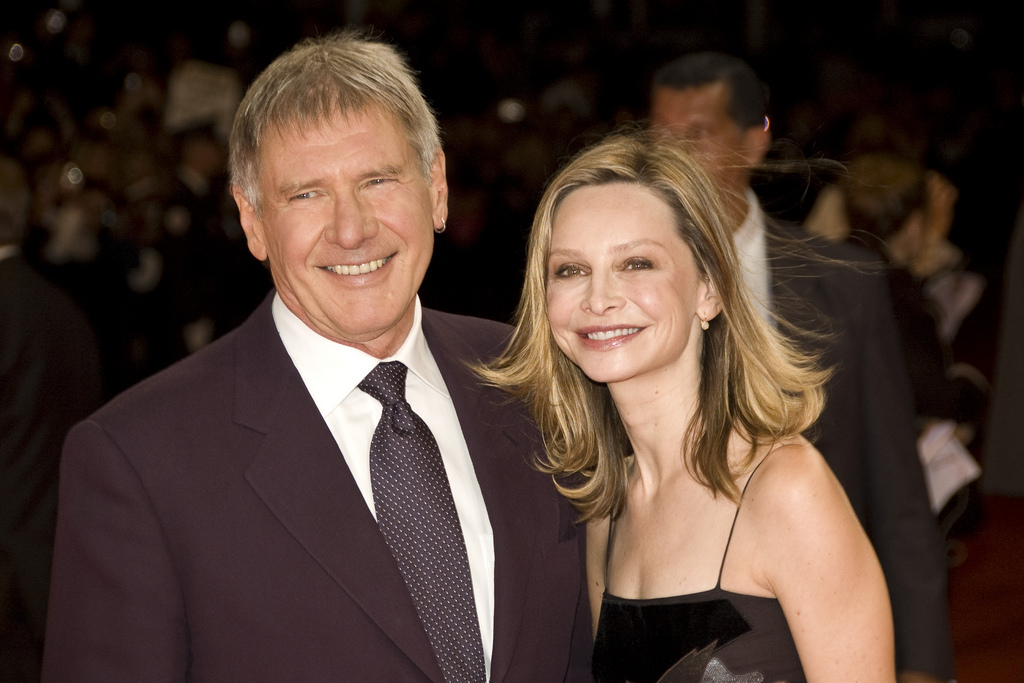
Ford và Calista Flockhart tại Liên hoan phim Mỹ ở Deauville 2009

Ford đã kết hôn ba lần, có bốn con ruột và một con nuôi. Ông kết hôn lần đầu với Mary Marquardt từ năm 1964 cho đến khi họ ly hôn năm 1979. Họ có với nhau hai con trai, người thứ nhất là Benjamin, sinh năm 1966 và là một đầu bếp kiêm chủ nhà hàng, còn người con thứ hai là Willard, sinh năm 1969. Benjamin là đồng sở hữu của Ford's Filling Station, một chuỗi pub có các chi nhánh tại L.A. Live ở Los Angeles và Ga 5 ở Sân bay Quốc tế Los Angeles. Trong khi đó Willard là chủ sở hữu của Strong Sports Gym, đồng sở hữu của Nhà hát Kim Sing  và đồng thời cũng là chủ sở hữu của công ty may mặc Ludwig Clothing.
Cuộc hôn nhân thứ hai của Ford là với nhà biên kịch Melissa Mathison từ tháng 3 năm 1983 cho đến khi họ ly thân vào năm 2000 và cuối cùng ly hôn vào năm 2004. Họ có một con trai là diễn viên kiêm nhạc sĩ Malcolm, sinh năm 1987, và một con gái là Georgia, sinh năm 1990, cũng là một nữ diễn viên. Ford bắt đầu hẹn hò với nữ diễn viên Calista Flockhart sau khi họ gặp nhau tại Giải Quả cầu vàng năm 2002. Họ là cha mẹ của Liam, sinh năm 2001, cậu con trai mà Flockhart nhận nuôi trước khi gặp Ford. Ông đã cầu hôn Flockhart vào dịp cuối tuần trùng Lễ Tình nhân năm 2009. Cả hai kết hôn vào ngày 15 tháng 6 năm 2010, tại Santa Fe, New Mexico, nơi Ford đang trong quá trình ghi hình cho Cao bồi & quái vật ngoài hành tinh. Ford và Flockhart sống trong một trang trại rộng 320 ha ở Jackson, Wyoming. Ông đã sống ở đây từ những năm 1980 và đã tặng khoảng một nửa diện tích trang trại làm khu bảo tồn thiên nhiên. Họ cũng sở hữu một chỗ ở tại khu phố Brentwood của Los Angeles.
Ford được biết đến là một trong những diễn viên kín tiếng nhất Hollywood về cuộc sống cá nhân. Ở cuốn tự truyện The Princess Diarist phát hành năm 2016, nữ diễn viên Carrie Fisher đã xác nhận giữa bà và Ford từng có một mối tình kéo dài ba tháng vào năm 1976 trong quá trình ghi hình của Star Wars.

## Hàng không

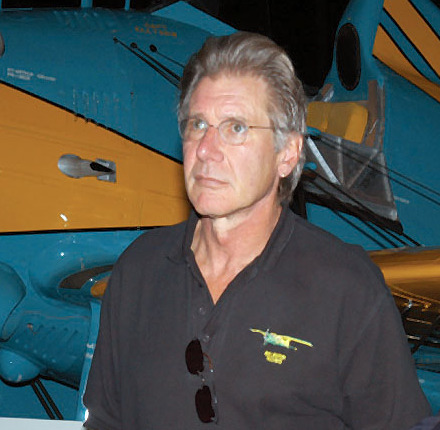
Ford tham quan Bảo tàng Không quân Hoa Kỳ năm 2003.

Ford là một phi công được cấp phép điều khiển máy bay có cánh cố định và máy bay trực thăng. Ở một số trường hợp, ông đích thân cung cấp dịch vụ trực thăng khẩn cấp theo yêu cầu của chính quyền địa phương ở Wyoming, mà trong một tình huống cụ thể, ông đã tham gia cứu trợ một người đi bộ đường dài bị mất nước. Ford bắt đầu theo học khóa huấn luyện phi công vào những năm 1960 tại Sân bay Wild Rose Idlewild ở Wild Rose, Wisconsin trên chiếc Piper PA-22 Tri-Pacer; nhưng với mức phí 15 USD một giờ (tương đương $145 năm 2022), ông không đủ khả năng để tiếp tục chi trả cho quá trình đào tạo. Giữa thập niên 1990, Ford mua một chiếc Gulfstream II cũ và nhờ một trong những phi công của ông là Terry Bender dạy các bài học phi công. Họ bắt đầu bay chiếc Cessna 182 từ Jackson, Wyoming, sau đó chuyển tới Teterboro, New Jersey và bay chiếc Cessna 206. Ford đã thực hiện chuyến bay đơn đầu tiên cũng với chiếc Cessna 206 này.
Máy bay của Ford đậu tại Sân bay Santa Monica. Chiếc Bell 407 thường được đậu và bay ở Jackson, đã được nam diễn viên sử dụng trong hai cuộc cứu nạn trên núi trong thời gian ông làm nhiệm vụ với Đội Tìm kiếm và Cứu hộ của Hạt Teton. Trong một nhiệm vụ, Ford đã cứu được một người đi bộ đường dài bị lạc và mất phương hướng. Cô lên máy bay trực thăng của Ford và nhanh chóng nôn vào một trong những chiếc mũ của lực lượng cứu hộ mà không hề biết phi công là ai cho đến tận sau đó: "Tôi không thể tin được là mình đã ói trên trực thăng của Harrison Ford!" Ford đã lái chiếc de Havilland Canada DHC-2 Beaver (N28S) của mình nhiều hơn bất kỳ chiếc máy bay nào khác và đã nhiều lần nói rằng ông thích chiếc máy bay này cũng như âm thanh động cơ hướng tâm Pratt & Whitney R-985 của nó. Theo Ford, chiếc máy bay này đã được sử dụng trong chiến dịch Air America của CIA, bị thủng nhiều lỗ đạn và đã phải vá lại.
Tháng 3 năm 2004, Ford chính thức trở thành chủ tịch chương trình Young Eagles của hiệp hội Experimental Aircraft Association (EAA). Ông đã được Greg Anderson, Phó Chủ tịch Cấp cao của EAA vào thời điểm đó, yêu cầu đảm nhận vị trí này thay thế Tướng Chuck Yeager, người sắp rời bỏ chức vụ đã đảm nhiệm trong nhiều năm. Dù lúc đầu do dự, nhưng Ford sau đó đã chấp nhận lời đề nghị và đã xuất hiện cùng với Young Eagles trong các buổi tập trung của EAA AirVenture Oshkosh tại Oshkosh, Wisconsin trong suốt hai năm. Vào tháng 7 năm 2005, tại buổi họp mặt ở Oshkosh, Ford đồng ý nhận chức vụ này thêm hai năm. Ford rút khỏi vị trí này vào năm 2009 và được thay thế bởi Cơ trưởng Chesley Sullenberger và Cơ phó Jeff Skiles. Năm 2009, Ford xuất hiện trong các quảng cáo trên Internet cho General Aviation Serves America, một chiến dịch của nhóm vận động Aircraft Owners and Pilots Association (AOPA). Ông cũng xuất hiện trong một số bộ phim tài liệu độc lập về hàng không như Wings Over the Rockies (2009), Flying The Feathered Edge: The Bob Hoover Project (2014) và Living in the Age of Airplanes (2015). Ford ngoài ra cũng là thành viên hội đồng danh dự của tổ chức hàng không nhân đạo Wings of Hope và được biết đến là người đã thực hiện một số chuyến đi đến Washington, D.C. để đấu tranh cho quyền lợi của phi công. Ông đã quyên góp một số tiền đáng kể cho chương trình từ thiện The Bob Hoover Academy của nhà vô địch thể dục nhịp điệu Sean Tucker nhằm giáo dục những thanh thiếu niên kém may mắn ở trung tâm California và dạy họ cách bay.
Ford từng gặp một vài sự cố về hàng không trong quá trình bay của mình. Ngày 23 tháng 10 năm 1999, Ford có liên quan tới vụ tai nạn máy bay trực thăng Bell 206L4 LongRanger. Báo cáo vụ tai nạn của Ủy ban Quốc gia về An toàn Giao thông cho biết Ford đang lái chiếc máy bay trên lòng Hồ Piru gần Santa Clarita, California trong một chuyến bay huấn luyện như thường lệ. Trong khi thực hiện lần bay thử thứ hai, máy bay không thể phục hồi năng lượng sau khi giảm độ cao đột ngột. Nó tiếp đất một cách khó khăn, trượt về phía trước và bị lật nghiêng. Cả Ford và phi công hướng dẫn đều không bị thương, mặc dù chiếc trực thăng bị hư hại nghiêm trọng. Ngày 5 tháng 3 năm 2015, một chiếc máy bay của Ford – được cho là Ryan PT-22 Recruit – đã hạ cánh khẩn cấp xuống Sân golf Penmar ở Venice, California. Ford đã liên lạc tới bộ phận phát thanh để thông báo việc chiếc máy bay đã bị hỏng động cơ. Ông được đưa đến Trung tâm Y tế Ronald Reagan UCLA và được báo cáo là ở trong tình trạng khá. Ford bị gãy xương chậu và gãy mắt cá chân trong vụ tai nạn, cùng một số chấn thương nhỏ khác.

## Hoạt động khác

### Công tác môi trường
Ford là phó chủ tịch của Tổ chức Bảo tồn Quốc tế, một tổ chức môi trường phi lợi nhuận của Mỹ có trụ sở chính tại Arlington, Virginia với mục đích chính là bảo vệ thiên nhiên. Tháng 9 năm 2013, trong quá trình ghi hình một bộ phim tài liệu về môi trường ở Indonesia, Ford đã phỏng vấn Bộ trưởng Bộ Lâm nghiệp Indonesia, Zulkifli Hasan. Sau cuộc phỏng vấn, Ford và phi hành đoàn của ông bị buộc tội "quấy rối chức nhà nước" và bị đe dọa trục xuất công khai. Các câu hỏi trong cuộc phỏng vấn liên quan đến Vườn quốc gia Tesso Nilo tại Sumatra. Người ta cho rằng Bộ trưởng Bộ Lâm nghiệp không được báo trước về các câu hỏi cũng như không có cơ hội giải thích những thách thức khi bắt những kẻ khai thác gỗ trái phép. Ford đã được tiếp kiến Tổng thống Indonesia, Susilo Bambang Yudhoyono, trong đó ông bày tỏ lo ngại về sự suy thoái môi trường tại Indonesia và những nỗ lực của chính phủ nhằm giải quyết vấn đề biến đổi khí hậu. Đáp lại điều này, Tổng thống đã giải thích rõ cam kết của Indonesia trong việc bảo tồn các đại dương và rừng của mình.
Năm 1993, nhà nhện học Norman Platnick đã đặt tên cho loài nhện mới là Calponia harrisonfordi, và vào năm 2002, nhà côn trùng học Edward O. Wilson đã đặt tên cho loài kiến mới là Pheidole harrisonfordi để ghi nhận công lao của Harrison với tư cách là Phó Chủ tịch Tổ chức Bảo tồn Quốc tế. Kể từ năm 1992, Ford đã thể hiện tiếng nói của mình trong một loạt các thông điệp dịch vụ công cộng nhằm thúc đẩy sự tham gia của môi trường của EarthShare, một liên đoàn từ thiện về môi trường và bảo tồn của Mỹ. Ông cũng đóng vai trò là người phát ngôn của Restore Hetch Hetchy, một tổ chức phi lợi nhuận được lập ra để phục hồi Thung lũng Hetch Hetchy của Vườn quốc gia Yosemite về tình trạng ban đầu. Ford cũng xuất hiện trong loạt phim tài liệu Years of Living Dangerously, báo cáo về những người bị ảnh hưởng và tìm kiếm giải pháp cho biến đổi khí hậu. Vào năm 2019, thay mặt cho Tổ chức Bảo tồn Quốc tế, Ford đã có một bài phát biểu đầy xúc động trong Hội nghị thượng đỉnh Hành động vì Khí hậu của Liên Hợp Quốc ở New York về sự tàn phá rừng nhiệt đới Amazon và ảnh hưởng của vấn đề này đối với biến đổi khí hậu.

### Quan điểm chính trị
Giống như cha mẹ của mình, Ford là một đảng viên Đảng Dân chủ. Ngày 7 tháng 9 năm 1995, Ford làm chứng trước Ủy ban Đối ngoại Thượng viện Hoa Kỳ ủng hộ Đạt-lai Lạt-ma cũng như nền độc lập cho Tây Tạng. Năm 2007, ông đảm nhiệm vai trò thuyết minh cho bộ phim tài liệu Dalai Lama Renaissance. Năm 2003, ông công khai lên án Chiến tranh Iraq và kêu gọi "thay đổi chế độ" ở Hoa Kỳ. Ông cũng chỉ trích Hollywood làm phim "giống với trò chơi điện tử hơn là những câu chuyện về cuộc sống và các mối quan hệ giữa người với người", đồng thời cũng kêu gọi siết chặt luật kiểm soát súng ở Hoa Kỳ.
Sau khi ứng cử viên tổng thống của Đảng Cộng hòa Donald Trump nói rằng vai yêu thích của Ford là Air Force One vì trong tác phẩm ấy ông đã "đứng lên vì nước Mỹ", Ford đã lý giải rằng đó chỉ là một bộ phim và đưa ra những tuyên bố chỉ trích chống lại chiến dịch tranh cử tổng thống của Trump. Lần đầu tiên ủng hộ một ứng cử viên chính trị cho ghế Tổng thống, Ford đã tán thành chiến dịch tranh cử tổng thống năm 2020 của Joe Biden chống lại Donald Trump. Ông nói rằng ông muốn "khuyến khích mọi người ủng hộ các ứng cử viên sẽ ủng hộ môi trường" và cảm thấy rằng dưới thời Trump, Hoa Kỳ đã "đánh mất một số uy tín của chúng tôi trên thế giới". Cùng với Mark Hamill, Ford đã làm việc với nhóm Cộng hòa chống Trump mang tên The Lincoln Project để sản xuất và thuyết minh một quảng cáo bầu cử năm 2020 công kích việc Trump chê bai Anthony Fauci.
Năm 2009, Ford ký đơn kêu gọi trả tự do cho đạo diễn phim Roman Polanski ở Thụy Sĩ do liên quan đến cáo buộc đánh thuốc mê và cưỡng hiếp một bé gái 13 tuổi vào năm 1977.

### Khảo cổ học
Sau thành công của mình với vai diễn nhà khảo cổ học Indiana Jones, Ford cũng đóng một vai trò trong việc hỗ trợ công việc của các nhà khảo cổ học chuyên nghiệp. Ông giữ vị trí Tổng ủy viên trong Hội đồng quản trị của Viện Khảo cổ học Hoa Kỳ (AIA), tổ chức lâu đời nhất và lớn nhất Bắc Mỹ dành cho giới khảo cổ học. Ford đã hỗ trợ họ trong sứ mệnh nâng cao nhận thức của cộng đồng về khảo cổ học và ngăn chặn nạn cướp bóc và buôn bán cổ vật trái phép.

### Star Wars: Force for Change
Ford đã tham gia vào chương trình khuyến mãi Star Wars hướng tới những người hâm mộ đã quyên góp cho Star Wars: Force for Change trên video call, mang đến cho họ cơ hội mua vé tham dự buổi công chiếu Star Wars: Thần lực thức tỉnh.

## Giải thưởng

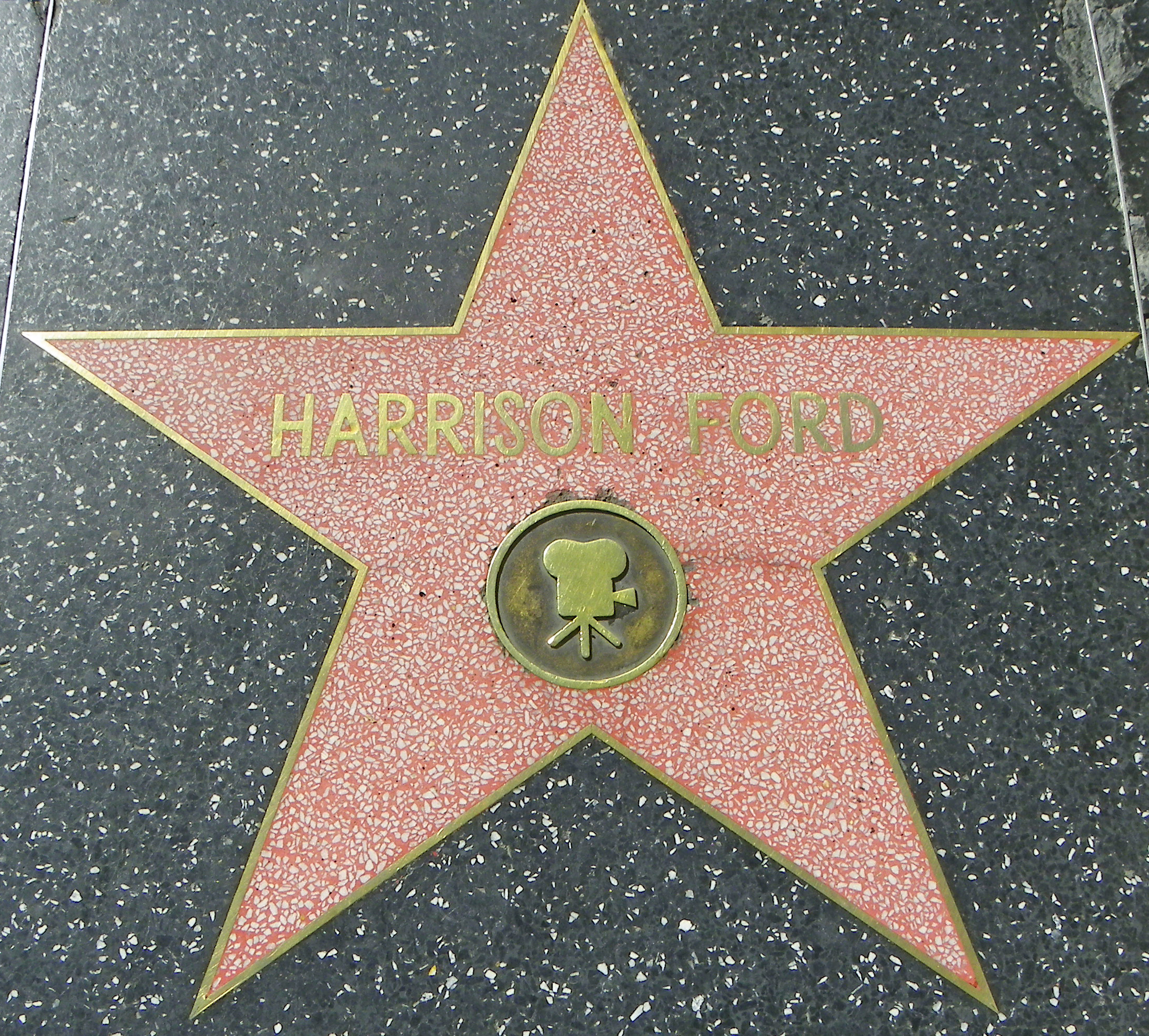
Ngôi sao của Ford trên Đại lộ Danh vọng Hollywood.

Trong suốt sự nghiệp của mình, Ford đã nhận được sự công nhận đáng kể cho công việc của mình trong ngành giải trí. Năm 1986, ông được đề cử Nam diễn viên chính xuất sắc nhất tại Giải Oscar lần thứ 58 cho màn trình diễn trong Witness, vai diễn mà ông cũng nhận được đề cử giải BAFTA và giải Quả cầu vàng trong cùng hạng mục. Ba đề cử giải Quả cầu vàng tiếp theo của Ford là vào các năm 1987, 1994 và 1996, lần lượt cho các vai diễn của ông trong The Mosquito Coast, The Fugitive và Sabrina. Năm 2000, ông đã nhận được Giải Thành tựu trọn đời từ Viện phim Mỹ cho các tác phẩm trong sự nghiệp của mình; giải thưởng này do hai cộng sự thân thiết nhất của ông là George Lucas và Steven Spielberg trao tặng. Năm 2002, ông đã được trao Giải thưởng Cecil B. DeMille từ Hiệp hội báo chí nước ngoài Hollywood tại Giải Quả cầu vàng lần thứ 59. Vào ngày 30 tháng 5 năm 2003, Ford nhận được một ngôi sao trên Đại lộ Danh vọng Hollywood.
Năm 2006, ông nhận được Giải Jules Verne, một giải thưởng được trao cho diễn viên đã luôn "khuyến khích tinh thần phiêu lưu và trí tưởng tượng" của khán giả trong suốt sự nghiệp của họ. Ông cũng được trao tặng giải Hero đầu tiên tại Giải Scream năm 2007 cho nhiều vai diễn mang tính biểu tượng như Indiana Jones và Han Solo – cả hai đều mang về cho ông hai giải Sao Thổ cho Nam diễn viên chính xuất sắc nhất vào năm 1982 và 2016. Năm 2008, ông cũng được trao "Quả bóng đồng" tại Giải Guys Choice của Spike TV. Năm 2015, Ford đã nhận được Giải thưởng Albert R. Broccoli Britannia cho những đóng góp toàn cầu ở lĩnh vực giải trí từ BAFTA Los Angeles. Năm 2018, Ford đã được SAG-AFTRA Foundation vinh danh với Giải Nghệ sĩ truyền cảm hứng cho sự nghiệp diễn xuất cũng như các hoạt động từ thiện của ông cùng với Lady Gaga. Chủ tịch Hội đồng quản trị SAG-AFTRA Foundation JoBeth Williams trong thông cáo báo chí cho biết: “Harrison Ford là huyền thoại diễn xuất trong mọi thiên hà mà chúng ta đã biết, nhưng điều mà nhiều người không biết là những thập kỷ phục vụ từ thiện và sự dẫn dắt của ông trong Tổ chức Bảo tồn Quốc tế đã giúp bảo vệ hành tinh này." Các danh hiệu điện ảnh danh giá khác dành cho Ford bao gồm giải Cesar Danh dự, giải Thành tựu sự nghiệp từ Giải Điện ảnh Hollywood, giải Kirk Douglas cho Phim điện ảnh xuất sắc từ Liên hoan phim quốc tế Santa Barbara, giải Ngôi sao phòng vé thế kỷ từ Hiệp hội các chủ rạp chiếu phim quốc gia và giải Thành tựu trọn đời từ Liên hoan phim Locarno.
Ford cũng đã được vinh danh nhiều lần trong lĩnh vực hàng không nói chung, nhận được giải Living Legends of Aviation và giải Freedom of Flight của hiệp hội Experimental Aircraft Association, Cúp tưởng niệm Wright Brothers năm 2010 và Giải thưởng Nhân đạo Al Ueltschi vào năm 2013. Năm 2013, tạp chí Flying đã xếp Ford ở vị trí thứ 48 trong danh sách 51 Anh hùng Hàng không của họ.